# Gonia capitata
Gonia capitata là một loài ruồi trong họ Tachinidae.